# Tesoro, mi si sono ristretti i ragazzi (serie televisiva)
Tesoro, mi si sono ristretti i ragazzi (Honey, I Shrunk the Kids: The TV Show) è una serie televisiva statunitense trasmessa dal 1997 al 2000.
La serie riprende la trama dei film Disney Tesoro, mi si sono ristretti i ragazzi, con un diverso cast di attori.

## Episodi
| Stagione         | Episodi | Prima TV USA | Prima TV Italia |
| ---------------- | ------- | ------------ | --------------- |
| Prima stagione   | 22      | 1997-1998    | 1998            |
| Seconda stagione | 22      | 1998-1999    | 1999            |
| Terza stagione   | 22      | 1999-2000    | 2000            |